# Dolichoderus shattucki
Dolichoderus shattucki é uma espécie de formiga do gênero Dolichoderus.